# Шека (село)
Шека́ (тат. Шекә) — село в Арском районе Республики Татарстан, в составе Шушмабашского сельского поселения.

## География
Деревня находится на реке Шошма, в 37 км к северу от районного центра, города Арска.

## История
В окрестностях села выявлены археологические памятники: Шеканские стоянки I и II (периода мезолита и неолита).
Село известно с 1678 года. В дореволюционных источниках упоминается также под названиями Шики, Урмяк.
В XVIII — первой половине XIX века жители относились к категории государственных крестьян. Основные занятия жителей в этот период — земледелие и скотоводство.
В «Списке населенных мест по сведениям 1859 года», изданном в 1866 году, населённый пункт упомянут как казённая деревня Урмяк (Шика) 2-го стана Казанского уезда Казанской губернии. Располагалась при речке Шошме, по левую сторону Сибирского почтового тракта, в 80 верстах от уездного и губернского города Казани и в 38 верстах от становой квартиры в заштатном городе Арске. В деревне, в 46 дворах жили 379 человек (181 мужчина и 198 женщин), была мечеть.
В начале XX века в селе функционировали мечеть, водяная мельница, 3 мелочные лавки. В этот период земельный надел сельской общины составлял 1205,4 десятины.
В 1930-е годы в селе организован колхоз «Корэш».
До 1920 года село входило в Мамсинскую волость Казанского уезда Казанской губернии. С 1920 года в составе Арского кантона ТАССР. С 10 августа 1930 года в Тюнтерском (со 2 марта 1932 года — Балтасинский), с 10 февраля 1935 года в Кзыл-Юлском (с 18 июля 1956 года — Тукаевский), с 1 февраля 1963 года в Арском районах.

## Население
| 1782 | 1859 | 1897 | 1908 | 1920 | 1926 | 1938 | 1949 | 1958 | 1970 | 1979 | 1989 | 2002 | 2010 | 2015 |
| ---- | ---- | ---- | ---- | ---- | ---- | ---- | ---- | ---- | ---- | ---- | ---- | ---- | ---- | ---- |
| 10   | 379  | 550  | 638  | 661  | 598  | 662  | 544  | 483  | 528  | 512  | 429  | 429  | 451  | 439  |

Национальный состав деревни: татары.

## Экономика
Жители работают преимущественно в сельскохозяйственном предприятии «Северный», занимаются полеводством, молочным скотоводством.

## Объекты образования и культуры
В селе действуют начальная школа, детский сад (с 1989 года).

## Религиозные объекты
Мечеть (с 2003 года).